# World Doubles Championships 1988 - Doppio
Il doppio del torneo di tennis World Doubles Championships 1988, facente parte del WTA Tour 1988, ha avuto come vincitrici Katrina Adams e Zina Garrison che hanno battuto in finale Gigi Fernández e Robin White con il punteggio di 7–5, 7–5.

## Tabellone

### Legenda
| - Q = Qualificato - WC = Wild card - LL = Lucky loser | - ALT = Alternate - SE = Special Exempt - PR = Protected Ranking | - w/o = Walkover - r = Ritirato - d = Squalificato |

|  | Primo turno                      | Primo turno                      | Primo turno                | Primo turno | Primo turno |  |  | Semifinali                   | Semifinali                   | Semifinali                   | Semifinali                  | Semifinali                  |   |   | Finale                     | Finale                     | Finale                     | Finale | Finale |  |
|  |                                  |                                  |                            |             |             |  |  |                              |                              |                              |                             |                             |   |   |                            |                            |                            |        |        |  |
|  | Gigi Fernández Robin White       | Gigi Fernández Robin White       | Gigi Fernández Robin White | 7           | 6           |  |  |                              |                              |                              |                             |                             |   |   |                            |                            |                            |        |        |  |
|  | Anne Smith J Tremelling          | Anne Smith J Tremelling          | Anne Smith J Tremelling    | 6           | 4           |  |  | Gigi Fernández Robin White   | Gigi Fernández Robin White   | Gigi Fernández Robin White   | 7                           | 7                           |   |   |                            |                            |                            |        |        |  |
|  | Patty Fendick J Hetherington     | Patty Fendick J Hetherington     | 6                          | 6           | 6           |  |  | Patty Fendick J Hetherington | Patty Fendick J Hetherington | Patty Fendick J Hetherington | 5                           | 5                           |   |   |                            |                            |                            |        |        |  |
|  | Katerina Maleeva Manuela Maleeva | Katerina Maleeva Manuela Maleeva | 4                          | 7           | 3           |  |  |                              |                              |                              |                             |                             |   |   | Gigi Fernández Robin White | Gigi Fernández Robin White | Gigi Fernández Robin White | 5      | 5      |  |
|  | Eva Pfaff Elizabeth Smylie       | Eva Pfaff Elizabeth Smylie       | Eva Pfaff Elizabeth Smylie | 7           | 6           |  |  |                              |                              | Katrina Adams Zina Garrison  | Katrina Adams Zina Garrison | Katrina Adams Zina Garrison | 7 | 7 |                            |                            |                            |        |        |  |
|  | Beth Herr Candy Reynolds         | Beth Herr Candy Reynolds         | Beth Herr Candy Reynolds   | 5           | 4           |  |  | Eva Pfaff Elizabeth Smylie   | Eva Pfaff Elizabeth Smylie   | 6                            | 0                           | 2                           |   |   |                            |                            |                            |        |        |  |
|  | Katrina Adams Zina Garrison      | Katrina Adams Zina Garrison      | 5                          | 6           | 7           |  |  | Katrina Adams Zina Garrison  | Katrina Adams Zina Garrison  | 2                            | 6                           | 6                           |   |   |                            |                            |                            |        |        |  |
|  | Lori McNeil Betsy Nagelsen       | Lori McNeil Betsy Nagelsen       | 7                          | 2           | 5           |  |  |                              |                              |                              |                             |                             |   |   |                            |                            |                            |        |        |  |